# Drug War: La guerra de la droga
Drug War (en chino simplificado: 毒战; en chino tradicional: 毒戰) es una película china de 2012 dirigida y producida por Johnnie To y protagonizada por Sun Honglei como el capitán de policía Zhang, que se asocia con un señor de la droga llamado Timmy Choi (Louis Koo) con el fin de recopilar información sobre una red de narcotráfico a cambio de evitarle la pena de muerte a Choi. Zhang comienza a albergar dudas sobre la honestidad de este último cuando la policía se infiltra en las filas del mencionado cartel y no logra el objetivo de capturar a los delincuentes.
La película fue estrenada en el Festival de Cine de Roma el 15 de noviembre de 2012 y tuvo una cálida recepción de la crítica especializada y la audiencia.

## Reparto

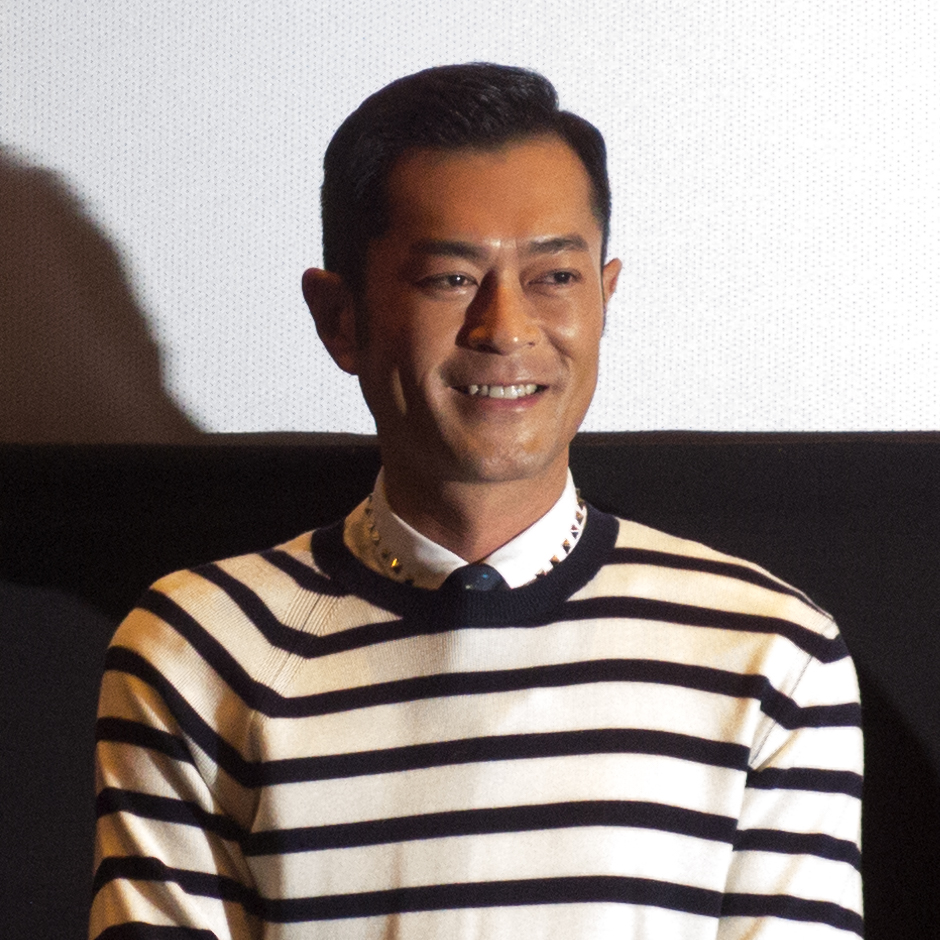
Louis Koo interpretó uno de los papeles principales en el filme

Huyendo de una explosión en su planta de producción de drogas, Choi choca su auto contra un restaurante y al despertar se da cuenta de que ha sido capturado por el capitán de la policía Zhang Lei. Dándose cuenta de que recibirá la pena de muerte por sus múltiples crímenes, negocia información sobre sus colegas narcos con tal de evitar ese oscuro destino. Zhang entonces se filtra en la organización con la ayuda de Choi, quien lo presenta como a un socio. Sin embargo, cuando todo parece estar dado para la captura de los narcotraficantes, estos escapan por un túnel dando al traste con la operación policial.
El capitán Zhang se enfurece con Choi por ocultar información sobre esta salida secreta, que le ha costado la vida a varios miembros del equipo policial. Choi pide una segunda oportunidad para realizar una nueva operación, pero en este caso el capitán tiene sus reservas. Al infiltrarse de nuevo en el núcleo de la organización criminal, Zhang descubre que existen siete poderosos jefes que controlan todo el negocio de la droga entre China y Hong Kong, por lo que su misión se convierte en una peligrosa odisea.
- Louis Koo es Choi Tin-ming
- Sun Honglei es Zhang Lei
- Huang Yi es Yang Xiaobei
- Wallace Chung es Guo Weijun
- Gao Yunxiang es Xu Guoxiang
- Li Guangjie es Chen Shixiong

## Recepción
En el sitio especializado en reseñas cinematográficas Rotten Tomatoes el filme tiene un 94% de aprobación basada en 47 reseñas, con una media de 8 sobre 10. El consenso del portal afirma: "Drug War es un thriller de acción tenso y sólidamente construido con una inteligencia poco común, que ofrece estimulantes escenas sin escatimar en una sofisticada realización". En Metacritic, un sitio similar, la película tiene una puntuación de 86 sobre 100, basada en 19 reseñas. IndieWire dio a la cinta una calificación de B, afirmando que confirma el estatus del director Johnnie To como "un cineasta de género de primera clase". Variety elogió el filme, afirmando que es "ligero en acción pero tan bien escrito y filmado que se trata de material de vanguardia".
En la séptima edición de los Premios del Cine Asiático, el largometraje recibió nominaciones en las categorías de mejor película, mejor guionista (para Wai Ka-fai, Yau Nai-hoi, Ryker Chan y Yu Xi) y mejor edición (para David Richardson y Allen Leung).